# 北アジア

北アジア

北アジア（きたアジア、英語: North Asia, Northern Asia、ロシア語: Северная Азия
）は、ユーラシア大陸のアルタイ山脈以北に位置し、シベリアを主とするアジアの地域を指す。
ロシア（ウラル連邦管区、シベリア連邦管区、極東連邦管区)が含まれるが、ロシア極東部は東アジアとされたり、東アジアと併せて北東アジアとされることもある。モンゴル北部や中国東北部（旧満洲）の一部、内モンゴル、カザフ北部を北アジアに含むこともある。
Phillips "Illustrated Atlas of the World"による北アジアの定義は、旧ソ地域に限定される。

## 地理・気候
ユーラシア大陸の北部に位置し、西はウラル山脈を境にヨーロッパと接し、北は北極海に面し、東はベーリング海を挟んで北アメリカ大陸と隣接し、南は東アジアや中央アジアに隣接する。北アジア西部には西シベリア低地が広がり、オビ川やエニセイ川が流れる。東部や南部は海抜が高めである。
高緯度で冷帯に属する地域が多く、冬の気温が非常に低い。北極海沿岸部は寒帯地域である。

## 歴史
新石器時代の文化は、特徴的な石材生産技術と東洋起源の土器の存在によって特徴づけられる。紀元前3千年紀には青銅器時代が始まり、アンドロノヴォ文化に見られるようにインド・イラン文化の影響を受けた。紀元前1千年紀には、スキタイ人や匈奴などの民族がこの地域に出現し、南のペルシア人や中国人としばしば衝突していた。6世紀には突厥が南シベリアを支配し、13世紀にはモンゴル帝国とその後継国家がこの地域を支配した。シビル・ハン国は、16世紀にロシア帝国に征服されるまで、北アジアで独立していたトルコ系国家の一つであった。
その後、ロシアは1860年に北京条約が締結されるまで、この地域を徐々に自国の領土に編入していった。1917年の10月革命後にボルシェビキと白軍の間で争われ、1923年にソビエト連邦が完全な支配権を獲得した。1991年のソビエト連邦の崩壊により、ロシアがこの地域の管理者となっている。

## 国名リスト

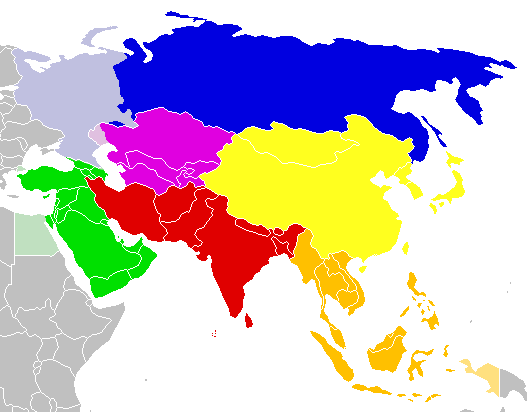
国際連合によるアジアの地域の分類（北アジアは青）
北アジア
中央アジア
西アジア
南アジア
東アジア
東南アジア

国際連合による区分で北アジアに属する地域
- ロシア（アジアロシア）
  - ウラル連邦管区
  - シベリア連邦管区
  - 極東連邦管区国際連合によるアジアの地域の分類（北アジアは青）[1]   北アジア   中央アジア   西アジア   南アジア   東アジア   東南アジア1921年の北アジア地図

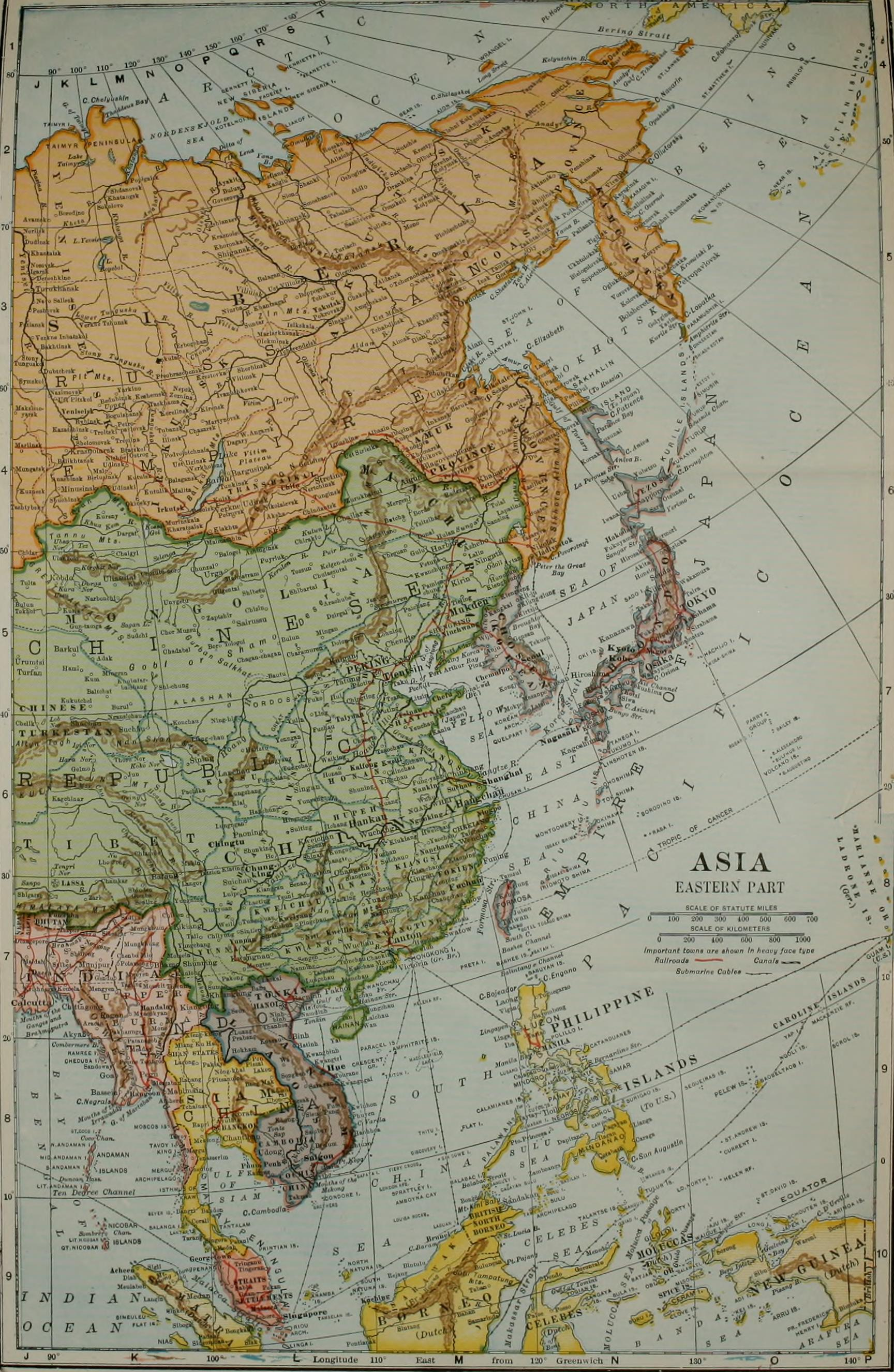
1921年の北アジア地図

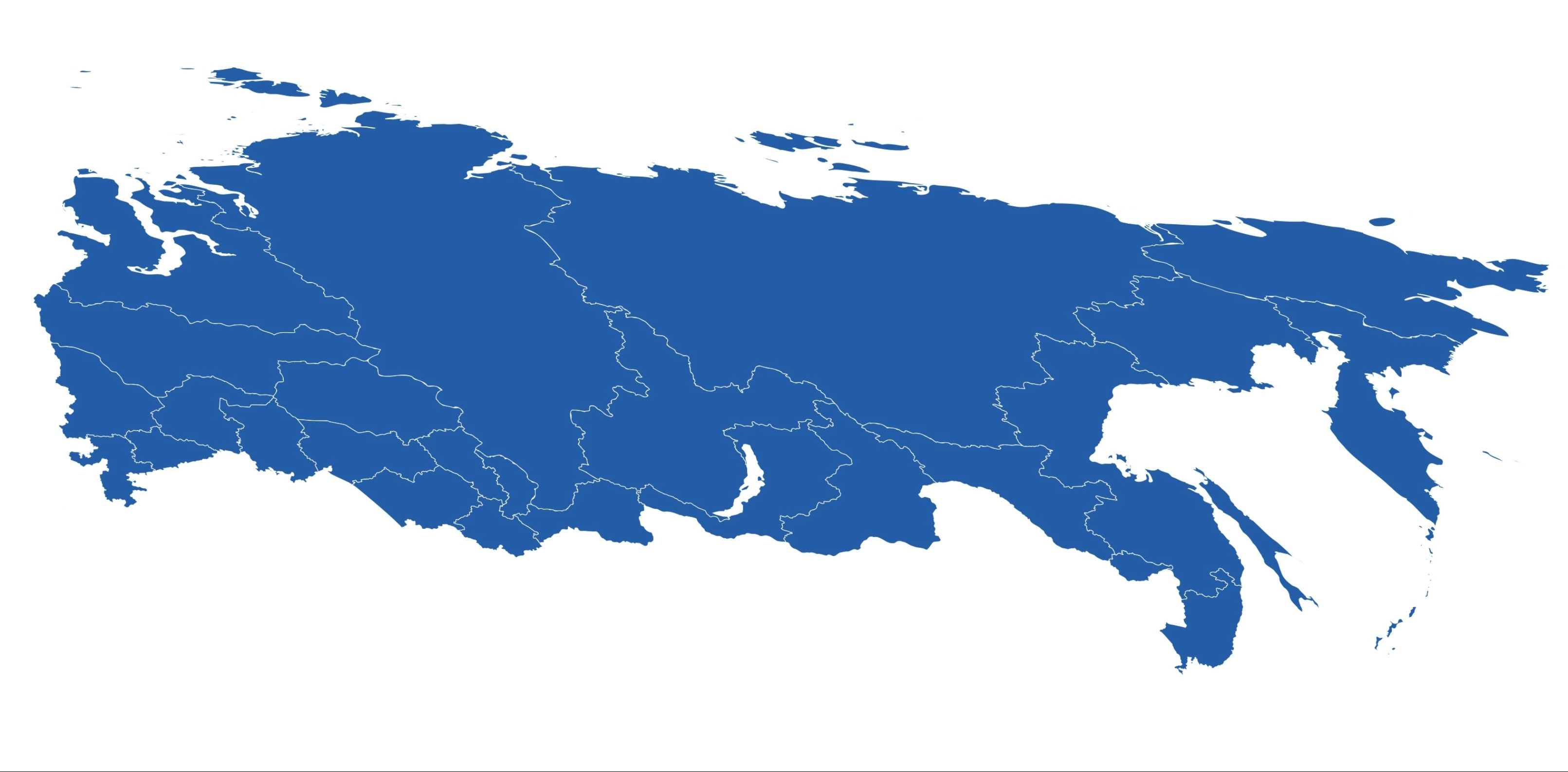
Subdivisions of Asian Russia (Siberia)

| 地域名                                                                         | 首府                               | 面積 km2   | 人口 2010  | 民族 |
| ------------------------------------------------------------------------------ | ---------------------------------- | ---------- | ---------- | --- |
| ウラル連邦管区                                                                 | エカテリンブルク                   | 1,818,500  | 12,080,526 | |
| クルガン州                                                                     | クルガン                           | 71,000     | 910,807    | ロシア人(92.5%)、タタール人(1.9%)、バシキール人(1.4%)、カザフ人(1.3%)、ウクライナ人(0.8%)、その他の民族(2.1%) |
| スヴェルドロフスク州                                                           | エカテリンブルク                   | 194,800    | 4,297,747  | ロシア人(90.6%)、タタール人(3.5%)、ウクライナ人(0.9%)、バシキール人(0.8%)、マリ人(0.6%)、ドイツ人(0.4%)、アゼルバイジャン人(0.3%)、ウドムルト人(0.3%)、ベラルーシ人(0.3%)、チュヴァシ人(0.26%)、アルメニア人(0.3%)、タジク人(0.3%)、モルドヴィン人(0.22%)、ウズベク人(0.2%)                                                           |
| チュメニ州                                                                     | チュメニ                           | 143,520    | 3,395,755  | ロシア人(73.3%)、タタール人(7.5%)、ウクライナ人(4.9%)、バシキール人(1.4%)、アゼルバイジャン人(1.4%)、ネネツ人(1%)、チュヴァシ人(0.93%)、ハンティ人(0.9%)、ベラルーシ人(0.8%)、ドイツ人(0.6%)、カザフ人(0.6%)、モルドバ人(0.5%)、アルメニア人(0.5%)、マンシ人(0.4%)、その他(5.3%)                                                      |
| ハンティ・マンシ自治管区・ユグラ                                               | ハンティ・マンシースク             | 534,800    | 1,532,243  | ロシア人(70.3%)、タタール人(6.3%)、ウクライナ人(3.3%)、バシキール人(2.4%)、タジク人(1.7%)、アゼルバイジャン人(1.7%)、ハンティ人(1.5%)、レズギ人(1.2%)、クムク人(1.1%)、ウズベク人(1.0%)、マンシ人(0.9%)、ノガイ人(0.8%)、チュヴァシ人(0.6%)、チェチェン人(0.6%)、ベラルーシ人(0.5%)、キルギス人(0.4%)、モルドバ人(0.4%)、その他(3.8%) |
| チェリャビンスク州                                                             | チェリャビンスク                   | 87,900     | 3,476,217  | ロシア人(86.3%)、バシキール人(4.4%)、タタール人(4.1%)、カザフ人(1.0%)、ウクライナ人(0.6%)、タジク人(0.4%)、その他(3.2%) |
| ヤマロ・ネネツ自治管区                                                         | サレハルド                         | 750,300    | 522,904    | ロシア人(62.9%)、ネネツ人(8.9%)、タタール人(4.7%)、ウクライナ人(4.5%)、ハンティ人(2.5%)、アゼルバイジャン人(1.7%)、バシキール人(1.5%)、クムク人(1.2%)、ノガイ人(0.9%)、コミ人(0.9%)、セルクプ人(0.5%)、その他(9.8％) |
| シベリア連邦管区                                                               | ノヴォシビルスク                   | 4,361,800  | 17,178,298 | |
| アルタイ共和国                                                                 | ゴルノ＝アルタイスク               | 92,900     | 206,168    | ロシア人(53.7%)、アルタイ人(37.0%)、カザフ人(6.4%)、その他(2.9%) |
| アルタイ地方                                                                   | バルナウル                         | 168,000    | 2,419,755  | ロシア人(95.5%)、ドイツ人(1.3%)、ウクライナ人(0.5%)、カザフ人(0.3%)、タジク人(0.3%)、アルメニア人(0.3%)、その他(1.8%) |
| イルクーツク州 旧ウスチオルダ・ブリヤート自治管区                              | イルクーツク                       | 774,800    | 2,248,750  | ロシア人(92.2%)、ブリヤート人(3.6%)、タタール人(0.6%)、ウクライナ人(0.5%)、その他(3.2%) |
| ケメロヴォ州                                                                   | ケメロヴォ                         | 95,700     | 2,763,135  | ロシア人(93.7%)、タタール人(1.5%)、ウクライナ人(0.8%)、ドイツ人(0.9%)、その他(1.5%) |
| クラスノヤルスク地方 旧エヴェンキ自治管区 旧タイミル・ドルガン＝ネネツ自治管区 | クラスノヤルスク                   | 2,366,800  | 2,828,187  | ロシア人(93.6%)、タタール人(0.8%)、タジク人(0.5%)、アゼルバイジャン人(0.5%)、ウクライナ人(0.5%)、キルギス人(0.4%)、その他(3.8%) |
| ノヴォシビルスク州                                                             | ノヴォシビルスク                   | 177,800    | 2,665,911  | ロシア人(94.2%)、タタール人(0.7%)、ドイツ人(0.7%)、タジク人(0.4%)、ウクライナ人(0.4%)、カザフ人(0.4%)、ウズベク人(0.4%)、キルギス人(0.3%)、アルメニア人(0.2%)、アゼルバイジャン人(0.2%)、その他(2.1%) |
| オムスク州                                                                     | オムスク                           | 141,100    | 1,977,665  | ロシア人(85.8%)、カザフ人(4.1%)、ウクライナ人(2.7%)、ドイツ人(2.6%)、タタール人(2.2%)、アルメニア人(0.4%)、ベラルーシ人(0.3%)、その他(1.9％) |
| トムスク州                                                                     | トムスク                           | 314,400    | 1,047,394  | ロシア人(88.1 %)、タタール人(1.6%)、ウクライナ人(1.1%)、ドイツ人(0.9%)、アゼルバイジャン人(0.4%)、チュヴァシ人(0.4%)、ウズベク人(0.4%)、ベラルーシ人(0.3％)、セルクプ人(0.1%)、ハンティ人(0.1%)、チュリム人(0.002%)、その他(2.4%) |
| トゥヴァ共和国                                                                 | クズル                             | 168,600    | 307,930    | トゥヴァ人(88.7%)、ロシア人(10.1%)、ハカス人(0.1%)、その他(1.1%) |
| ハカス共和国                                                                   | アバカン                           | 61,600     | 532,403    | ロシア人(82.1%)、ハカス人(12.7%)、ドイツ人(0.7%)、トゥヴァ人(0.5%)、ウクライナ人(0.4%)、その他(3.6%) |
| 極東連邦管区                                                                   | ウラジオストク                     | 6,952,600  | 8,371,257  | |
| アムール州                                                                     | ブラゴヴェシチェンスク             | 361,900    | 830,103    | ロシア人(95.2%)、ウクライナ人(0.6%)、アルメニア人(0.4%)、ウズベク人(0.3%)、アゼルバイジャン人(0.2%)、タタール人(0.2%)、その他(3.0%) |
| ブリヤート共和国                                                               | ウラン・ウデ                       | 351,300    | 971,021    | ロシア人(63.9%)、ブリヤート人(32.5%)、ソヨト人(0.5%)、タタール人(0.4%)、エヴェンキ(0.3%)、ウクライナ人(0.2%)、その他(2.1%) |
| ユダヤ自治州                                                                   | ビロビジャン                       | 36,300     | 176,558    | ロシア人(88.8%)、ウクライナ人(0.9%)、ユダヤ人(0.6%)、タタール人(0.3%)、アゼルバイジャン人(0.3%)、タジク人(0.2%)、その他(1.8%)、民族未回答(7.2%) |
| ザバイカリエ地方（旧チタ州） 旧アガ・ブリヤート自治管区                        | チタ                               | 431,900    | 1,107,107  | ロシア人(89.2%)、ブリヤート人(7.4%)、アルメニア人(0.3%)、タタール人(0.3%)、その他(2.8%) |
| カムチャツカ地方（旧カムチャッカ州） 旧コリャーク自治管区                      | ペトロパブロフスク・カムチャツキー | 464,300    | 322,079    | ロシア人(88.3%)、コリャーク(2.4%)、ウクライナ人(1.5%)、イテリメン人(0.7%)、エヴェン人(0.7%)、ウズベク人(0.6%)、キルギス人(0.5%)、タタール人(0.5%)、カムチャダルイ(0.5%)、チュクチ人(0.5%)、その他(3.8%) |
| マガダン州                                                                     | マガダン                           | 462,500    | 156,996    | ロシア人(87.7%)、ウクライナ人(2.7%)、エヴェン人(1.6%)、ウズベク人(0.7%)、コリャーク(0.6%)、ブリヤート人(0.5%)、その他(6.1%) |
| 沿海地方                                                                       | ウラジオストク                     | 164,700    | 1,956,497  | ロシア人(75.4%)、ウクライナ人(0.6%)、高麗人(0.4%)、ウズベク人(0.3%)、アルメニア人(0.2%)、タタール人(0.2%)、その他(2.6%)、民族未回答(20.1%) |
| サハ共和国                                                                     | ヤクーツク                         | 3,083,500  | 958,528    | サハ人(55.3%)、ロシア人(32.6%)、エヴェンキ(2.9%)、エヴェン(1.6%)、キルギス人(1.3%)、ウクライナ人(0.8%)、ブリヤート人(0.8%)、タジク人(0.7%)、タタール人(0.5%)ドルガン人(0.3%)、ユカギール人(0.2%)、チュクチ人(0.1%)、その他(2.9%) |
| サハリン州                                                                     | ユジノサハリンスク                 | 87,100     | 497,973    | ロシア人(91.2%)、高麗人（在樺コリアン）(3.7%)、ウクライナ人(0.8%)、タタール人(0.5%)、ベラルーシ人(0.2%)、日系人またはアイヌ(0.02%)、その他(3.58%) |
| ハバロフスク地方                                                               | ハバロフスク                       | 787,600    | 1,343,869  | ロシア人(92.9%)、ナナイ(1.0%)、ウクライナ人(0.6%)、タジク人(0.4%)、高麗人(0.3%)、エヴェンキ(0.3%)、その他(3.9%) |
| チュクチ自治管区                                                               | アナディリ                         | 721,500    | 50,526     | ロシア人(54.2%)、チュクチ人(28.3%)、ウクライナ人(3.2%)、ユピック(3.1%)、エヴェン人(2.7%)、チュバン人(1.6%)、カルムイク人(0.8%)、タタール人(0.7%)、ブリヤート人(0.5%)、その他(4.9%) |
| 北アジア                                                                       | –                                  | 13,132,900 | 37,630,081 | |

## 民族
- スラブ系民族
  - ロシア人
    - カムチャダルイ

  - ウクライナ人

- ウラル系民族
  - サモエード系
    - ネネツ人
    - エネツ人
    - ガナサン人
    - セリクプ人

  - フィン・ウゴル系
    - ハンティ人
    - マンシ人

- テュルク系民族
  - タタール人
    - シベリア・タタール人

  - アルタイ人
    - テレンギト人
    - テレウト人
    - トゥバラル人
    - チェルカン人
    - クマンドゥ人

  - ドルガン人
  - トゥバ人
    - トジュ・トゥバ人

  - トファ人
  - ハカス人
  - ショル人
  - チュリム人
  - サハ人

- ツングース系民族
  - 満洲族
  - エヴェンキ
  - エヴェン
  - ウデヘ
  - オロチ
  - ウィルタ
  - ウリチ
  - ネギダール
  - ナナイ
  - ターズ
  - オロチョン族

- モンゴル系民族
  - ブリヤート人
  - ソヨト人

- 古アジア民族（ロシア語版）
  - チュクチ人
  - コリャーク人
  - アリュートル人
  - ケレク人
  - イテリメン人
  - ユカギール人
    - チュバン人

  - ニヴフ人
  - ケット人
  - ユグ人
  - アレウト
  - ユピック
    - ユイット

  - アイヌ

## 言語
- ウラル語族：ガナサン語、セルクプ語など
- アルタイ諸語
  - チュルク語族：サハ語、タタール語など
  - モンゴル語族：ブリヤート語など
  - ツングース語族：エヴェンキ語、ウィルタ語など
- ケット語
- チュクチ・カムチャツカ語族：シベリア最東端
- ユカギール語
- ロシア語
- ニブフ語